# Apașii (film)
Apașii (titlul original: în germană Apachen) este un film dramatic de tip Ostern, realizat în 1973 de regizorul Gottfried Kolditz, protagoniști fiind actorii Gojko Mitić, Milan Beli, Colea Răutu și Leon Niemczyk.
Acțiunea acestui film a fost continuată cu filmul Ulzana, căpetenia apașilor, în anul 1974.

## Preambul
Mexic în 1840. Apașii Mimbreño și mexicanii locuiesc împreună pașnic lângă granița americană. Mexicanii exploatează bogatele zăcăminte de cupru de pe teritoriul indian și sunt aprovizionați cu alimente de către Mimbreños. Dar, când s-au descoperit zăcăminte de argint în zona de frontieră, apar tensiuni între Mexic și SUA. Acest lucru duce în cele din urmă la un masacru al apașilor, iar indienii rămași vor răzbuna această crimă.

## Distribuție
- Gojko Mitić – Ulzana
- Milan Beli – Johnson
- Colea Răutu – Nana
- Leon Niemczyk – Ramon
- Gerry Wolff – magazionerul
- Rolf Hoppe – căpitanul Burton
- Elsa Grube-Deister – Theresa
- Fred Ludwig – Miguel
- Fred Delmare – Der Kleine
- Hartmut Beer – Gleason
- Horst Kube – un căutător de aur
- Thomas Weisgerber – comandantul
- Horst Schön – colonelul Keanrey
- Werner Kanitz – Bagulé
- Dorel Iacobescu – Hackii
- Willi Schrade – Schwarzes Messer ("Cuțit Negru")
- Hermann Eckhardt – Old Ronny, căutătorul de aur
- Elena Sereda – soacra lui Ulzana
- Victor Mavrodineanu – Juan
- Carmen Maria Strujac – sora lui Bagulé
- Sandu Simionică – Juan José
- Florin Scărlătescu – Pedro
- Consuela Darie – mătușa lui Ulzana
- Elena Albu – soția lui Ulzana
- Ilena Ploscaru – soția lui José nemenționat)
- Fritz Mohr – sergentul
- Gert Hänsch – căutătorul de aur bărbos
- Szabolcs Cseh – Harry (nemenționat)